# Aeródromo de Campo Arenal
El Aeródromo de Campo Arenal es un aeropuerto argentino ubicado en la Mina La Alumbrera, Catamarca. La localidad más cercana es Santa María ubicada a 60km al Norte. 
El aeropuerto fue construido en 1995, por la Minera La Alumbrera. Hasta 2009 recibía vuelos regulares de la aerolínea American Jet, que volaba aviones pequeños llevando a los trabajadores de las grandes ciudades.

## Aerolíneas y destinos que cesaron operaciones
- American Jet (Catamarca, Tucumán)